# Nereiphylla castanea
Nereiphylla castanea är en ringmaskart som först beskrevs av Marenzeller 1879.  Nereiphylla castanea ingår i släktet Nereiphylla och familjen Phyllodocidae. Inga underarter finns listade i Catalogue of Life.